# The Beast Stalker
The Beast Stalker (Ching Yan) è un film del 2008 diretto da Dante Lam.

## Trama
Dopo un'irruzione da parte della polizia di Hong Kong, si crea un inseguimento per catturare un criminale locale. Il sergente Tong Fei e il suo collega Sun vengono coinvolti in un incidente che porta il criminale al coma. Inoltre, nell'incidente il collega di Tong Fei rimane storpio, e viene scoperta nel bagagliaio dell'auto del criminale la giovane figlia della procuratrice Ann Gao, uccisa dai colpi sparati dai poliziotti. Tong Fei, per il dolore, smette la sua vita di poliziotto. Qualche mese più tardi, quando sta per iniziare il processo per portare il criminale, svegliatosi dal coma, in prigione, la sorella della bambina viene rapita sotto gli occhi della madre durante una festa a scuola. Disposto a tutto per salvarla, Tong si lancia alla sua disperata ricerca per redimersi dall'errore commesso.

## Cast
- Nicholas Tse è il sergente Tong Fei, poliziotto duro e severo che accidentalmente spara e uccide una bambina. Per questo, decide di redimersi aiutando la madre della bambina a ritrovare la sua altra figlia rapita da un criminale.
- Nick Cheung è Hung King, criminale locale anch'egli rimasto vittima di un incidente mentre era a bordo di un'auto con sua moglie. Rapisce la seconda figlia del procuratore per soldi.
- Zhang Jingchu è Ann Gao, procuratrice madre di due figlie.

## Riconoscimenti
- 2008 - Hong Kong Film Critics Society Awards
  - Miglior attore a Nick Cheung
- 2009 - Festival di Berlino 2009
  - In gara per l'orso d'oro
- 2009 - Hong Kong Film Awards
  - Miglior attore a Nick Cheung
  - Miglior attore non protagonista a Liu Kai-chi
  - Candidatura per la migliore sceneggiatura a Jack Ng e Dante Lam
  - Candidatura per il migliore montaggio a Chan Ki-hop
  - Candidatura per il miglior sonoro a Phyllis Cheng, Nip Kei-wing e David Wong
- 2009 - Golden Phoenix Awards
  - Miglior attrice a Pu Miao
- 2009 - Golden Horse Film Festival
  - Miglior attore a Nick Cheung
- 2009 - Asian Film Awards
  - Candidatura per il migliore montaggio a Chan Ki-hop
  - Candidatura per il miglior attore a Nick Cheung
- 2009 - Asia-Pacific Film Festival
  - Miglior attore a Nick Cheung
- 2009 - Chinese Film Media Awards
  - Candidatura per il miglior attore a Nick Cheung
- 2010 - Changchun Film Festival
  - Miglior attore a Nick Cheung
  - Candidatura per la migliore colonna sonora a Henry Lai
  - Candidatura per la migliore fotografia a Kenny Tse e Cheung Man-po